# Егорова, Нина Леонидовна
Нина Леонидовна Егорова (в 1958—1975 годах Вайсберг; 17 июня 1932, Ленинград — 5 марта 2021, Москва) — советская спортсменка, пятикратная чемпионка СССР (1957—1959, 1965, 1966) и двукратная чемпионка Европы (1957, 1958) по академической гребле. Заслуженный мастер спорта СССР (1967). 

## Биография
Родилась 17 июня 1932 года в Ленинграде. Начинала заниматься академической греблей в спортивном обществе «Красное Знамя». В 1957 году переехала в Москву и в дальнейшем выступала за ДСО «Труд», где в разные годы тренировалась под руководством Василия Багрецова, Бориса Вайсберга и Петра Пахомова.
Наиболее значимых результатов добивалась во второй половине 1950-х годов, когда трижды становилась чемпионкой СССР и дважды выигрывала золотые медали чемпионатов Европы в классе четвёрок парных. В 1965 и 1966 годах побеждала на чемпионатах СССР в классе восьмёрок.
В 1966 году завершила свою спортивную карьеру. С 1971 по 1987 год работала заведующей учебно-спортивной частью СДЮШОР по академической гребле «Стрелка». В 1984 году была награждена медалью «Ветеран труда».
Умерла 5 марта 2021 года в Москве. Похоронена на Хованском кладбище.